# Bažant stříbrný
Bažant stříbrný (Lophura nycthemera) je druh bažanta vyskytující se v lesích a travních porostech jihovýchodní Asie. Jako okrasný pták bývá chován v zoologických zahradách i u soukromých chovatelů.

## Popis
Bažant stříbrný má 15 poddruhů, které se vzájemně liší ve zbarvení i ve velikosti. Navíc se tento druh občasně kříží s jinými druhy hrabavých, a to včetně ptáků z jiných rodů. Někteří samci dorůstají délky 120–125 cm s ocasem dlouhým až 75 cm, zatímco v jiných populacích druhu je délka samců jen 55–90 cm, s délkou ocasu do 32 cm.

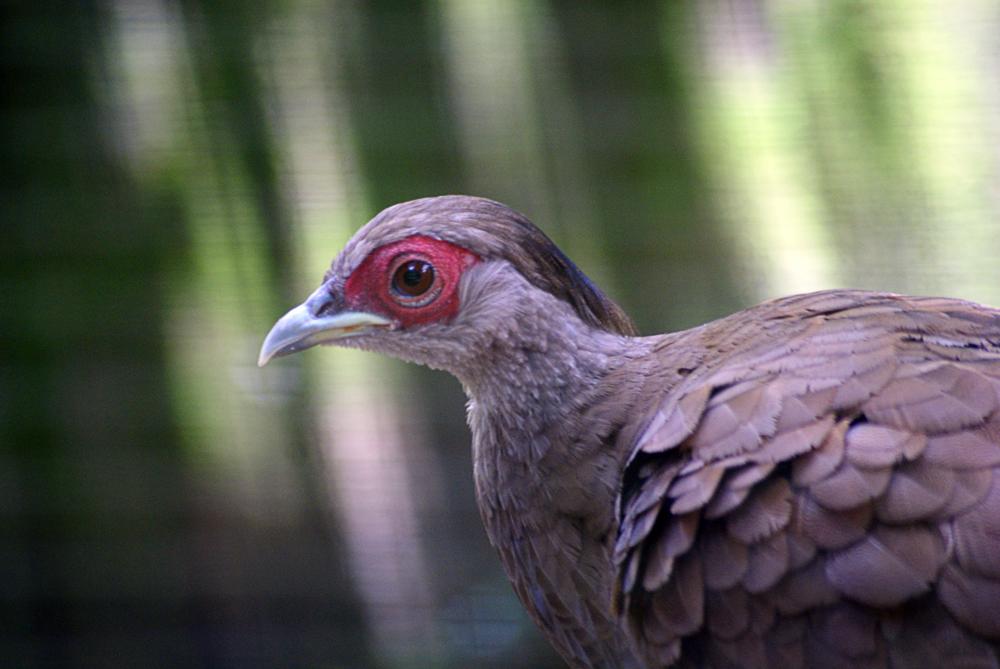
Samice

Samice bažanta stříbrného jsou menší a nenápadnější než samci. Ti jsou svrchu bíle zbarvení s kontrastujícím černým spodkem těla. Na obličeji se nachází výrazná červená pokožka, která zřejmě slouží k upoutání pozornosti samice při námluvách. Na vršku hlavy je černý hřebínek. Svého zbarvení dosahují samci až ve druhém roce života, předtím jsou spíše hnědí se světlými skvrnami na těle a tmavými na hrudi.

## Způsob života
Obývá lesy a travnaté plochy. Jedná se o polygamní druh (samec se páří s více samicemi). Potravu tvoří semena, části rostlin, měkkýši, hmyz i malí obratlovci.

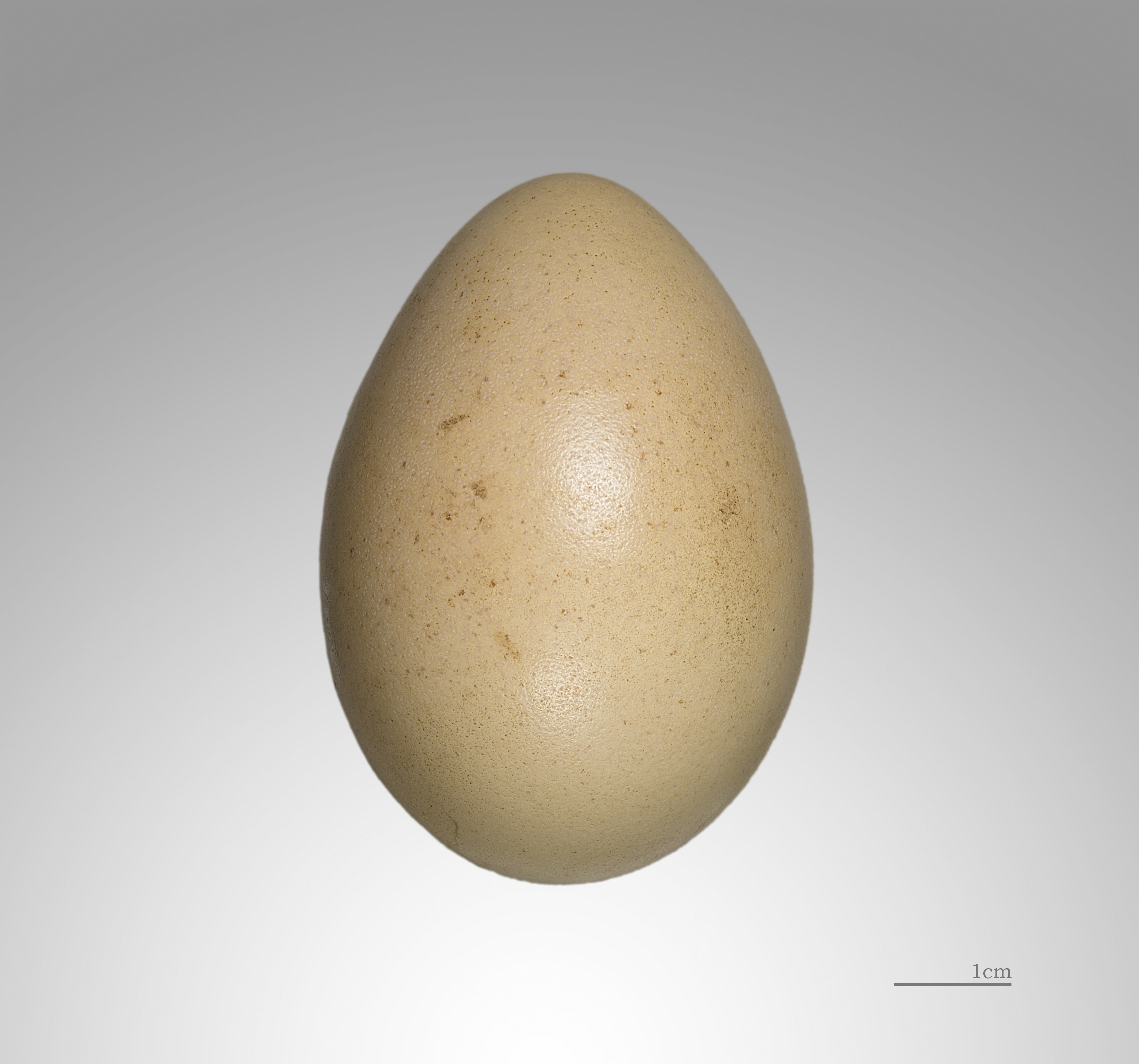
Vejce bažanta stříbrného

## Taxonomie
Bažant stříbrný je nejblíže příbuzný bažantu kalij. V areálu svého výskstu tvoří následujících 15 poddruhů:
- Lophura nycthemera annamensis
- Bažant laoský (Lophura nycthemera beaulieui)
- Bažant Belův (Lophura nycthemera beli)
- bažant Berliozův (Lophura nycthemera berliozi)
- bažant bolovenský (Lophura nycthemera engelbachi)
- bažant fokienský (Lophura nycthemera fokiensis)
- bažant Jonesův (Lophura nycthemera jonesi)
- bažant Lewisův (Lophura nycthemera lewisi)
- Lophura nycthemera nycthemera
- bažant stříbrný západní (Lophura nycthemera occidentalis)
- bažant s-čchuanský (Lophura nycthemera omeiensis)
- bažant Ripponův (Lophura nycthemera ripponi)
- bažant kuej-čouský (Lophura nycthemera rongjiangensis)
- Lophura nycthemera rufipes
- bažant hainanský (Lophura nycthemera whiteheadi)